# オーストリア社会奉仕
オーストリア社会奉仕（オーストリアしゃかいほうし、ドイツ語:Österreichischer Sozialdienst）は、貧困な国の経済や社会的な発展の為の支援活動である。浮浪児の支援や発展途上国の上水道を改善、充実する活動等がある。
オーストリア社会奉仕はオーストリア海外奉仕（Österreichischer Auslandsdienst）の下部組織であり、20国以上で支援活動できる。
オーストリア海外奉仕は、12か月の徴兵の代替として認められたオーストリア国外で行われている社会奉仕である。オーストリア海外奉仕者は、ホロコースト継承奉仕、社会奉仕と平和奉仕の三つの分野から選ぶ事が出来る。 政治学者のアンドレアス・マイスリンガーは、ドイツの「贖罪の印活動・平和奉仕」という組織のこの徴兵代替制度を倣って、オーストリア海外奉仕協会を設立した。1992年9月1日に初めてのオーストリア徴兵代替海外奉仕者は、アウシュヴィッツ＝ビルケナウ資料館でホロコースト継承奉仕に着任した。